# Epactiochernes tumidus
Espèce
Synonymes
- Chelanops tumidus Banks, 1895

Epactiochernes tumidus est une espèce de pseudoscorpions de la famille des Chernetidae.

## Distribution
Cette espèce est endémique de Floride aux États-Unis.

## Description
L'holotype mesure 1,5 mm.
Les mâles mesurent de 1,83 à 2,35 mm et les femelles de 2,07 à 2,50 mm.

## Publication originale
- Banks, 1895 : Notes on the Pseudoscorpionida. Journal of the New York Entomological Society, vol. 3, p. 1-13 (texte intégral).